# No Diggity: The Very Best of Blackstreet
No Diggity: The Very Best of Blackstreet è una compilation del gruppo hip hop statunitense Blackstreet, pubblicata il 10 giugno 2003 e distribuita dalla Interscope Records. Le tracce sono prese dagli album Blackstreet, Another Level, Girlfriend/Boyfriend da Finally, Get Me Home da Ill Na Na di Foxy Brown e la quattordicesima traccia è presa da due colonne sonore di film.
La raccolta ottiene recensioni positive ed entra nella chart statunitense dedicata ai lavori R&B/hip-hop.
| Recensione                | Giudizio |
| ------------------------- | -------- |
| AllMusic                  | [ 1 ]    |
| Rolling Stone Album Guide | [ 2 ]    |

## Tracce
1. Baby Be Mine – 5:52
2. Booti Call – 4:17
3. Before I Let You Go – 5:01
4. Joy (New Carnegie Mix) – 4:03
5. Falling in Love Again – 4:34
6. Tonight's the Night – 4:19
7. No Diggity (featuring Dr. Dre) – 5:05
8. Billie Jean – 5:39
9. Never Gonna Let You Go – 5:00
10. Don't Leave Me – 5:10
11. I Can't Get You (Out of My Mind) – 4:50
12. Fix – 4:05
13. (Money Can't) Buy Me Love – 3:29
14. Coming Home to You – 4:48
15. Get Me Home (Foxy Brown featuring Blackstreet) – 3:49
16. Girlfriend/Boyfriend (featuring Janet Jackson, Ja Rule & Eve) – 4:03
17. The Lord is Real (Time Will Reveal) – 4:13

Durata totale: 78:17

## Classifiche

### Classifiche settimanali
| Classifica (2003)         | Posizione massima |
| ------------------------- | ----------------- |
| US Top R&B/Hip-Hop Albums | 75                |